# Manfred Eichel

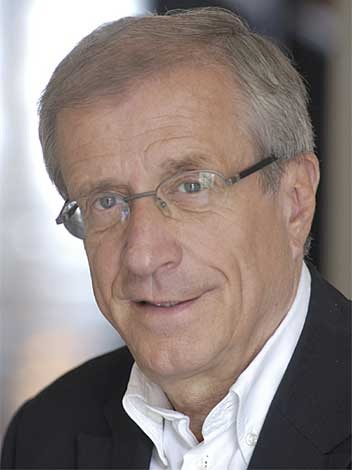
Manfred Eichel (2010)

Manfred Eichel (* 9. Juli 1938 in Schwelm; † 14. November 2024 in Berlin) war ein deutscher Journalist, Filmemacher und Hochschullehrer.

## Leben
Eichel wuchs in Gevelsberg auf. Sein Vater war Kaufmann. Später lebte und arbeitete er in Berlin. Sein Sohn, Florian Eichel, ist ebenfalls Kulturjournalist. 

## Studium
Von 1960 bis 1967 absolvierte er ein Studium generale in Hamburg, Berlin, Münster und anschließend erneut Hamburg. 1967 legte er sein Erstes Staatsexamen in Geschichte und Anglistik an der Hamburger Universität ab.

## Berufliche Stationen
Seinen ersten Job erhielt Eichel als Redakteur beim „Spiegel“ (1967 bis 1971). Nach freier Mitarbeit beim NDR-Fernsehen (1971 bis 1975) übernahm Eichel als Redaktionsleiter und Moderator das Fernseh-Magazin „Kultur aktuell“ auf N3 (1975 bis 1992) und ab 1989 auch die NDR-Ausgaben des ARD-Magazins „Kulturreport“ für das Erste Programm.
Nach 19 Jahren beim NDR wechselte Eichel 1992 zum ZDF nach Mainz, um dort die Leitung und im Wechsel mit Carola Wedel und später Luzia Braun die Moderation des Kulturmagazins „aspekte“ (bis 1999) zu übernehmen. Ein Jahr später wurde er dann auch Chef der Feature-Redaktion „Literatur und Kunst“ (1993 bis 1999) und des "Literarischen Quartetts" (1993 bis 2001). Im Januar 2000 führte er – nun als ZDF-Chefkorrespondent Kultur – unter dem Rubrum „Hot Spot“ Regie für dreiviertel- und ganzstündige Kulturreportagen aus aller Welt. Manfred Eichel verantwortete für ARD und ZDF weit mehr als 600 Sendungen und moderierte die meisten davon.

## Filmographie
Ohne Magazinbeiträge. Auswahl aus Feature-Produktionen mit Sendedaten von Erstausstrahlungen:
- 23.02.1973  Bildung im Überfluss? Stimmen zu den Ängsten vor einem akademischen Proletariat, NDR 3, 45'
- 07.05.1974  Der Grand Chef spricht – Leopold Trepper und die "Rote Kapelle", NDR 3, 45'
- 18.06.1978  Joachim Kühn – Pianist zwischen Klassik, Jazz und Rock, NDR 3, 45'
- 25.05.1980  György Ligeti – ein musikalisches Porträt, NDR 3, 45'
- 28.09.1980  Onkel Pö's Carnegie Hall – Geschichten und Klänge aus der legendären Hamburger Jazzkneipe, NDR 3, 45'
- 19.03.1981  Béla Bartók – ein Porträt zum 100. Geburtstag, mit Co-Autor Michael Kluth in "kultur aktuell", NDR 3, 45'
- 20.06.1982  Igor Strawinsky – ein Porträt zum 100. Geburtstag, NDR 3, 45'
- 18.11.1984  Helmut Gernsheim – Porträt des Fotografen, Foto-Historikers und Kunstsammlers, NDR 3, 45'
- 10.09.1988  Johannes Brahms und das Vienna Art Orchestra – NDR-Beitrag zu Nam June Paiks Global-TV-Projekt "Wrap Around the World"
- 22.12.1989  Chronist des einzigartig Normalen – Porträt des Filmerzählers Eberhard Fechner, NDR, 45'
- 09.09.1990  Besuch bei Rolf Liebermann, dem Komponisten und Intendanten, Gespräch zu dessen 80. Geburtstag, ARD/NDR, 30'
- 12.10.1991  Florentiner Gespräche I – eine Kulturgeschichte ds 20. Jahrhunderts, erlebt von Rolf Liebermann und Hans Mayer,  Geschichte: Nazis, Krieg und Emigranten, Co-Produktion von NDR, WDR, MDR, HR, SDR, ORB, 84'
- 09.11.1991  Florentiner Gespräche II ..., Musik: Strawinsky, Jazz und Justus Frantz, Co-Produktion von NDR ..., 82'
- 07.12.1991  Florentiner Gespräche III ..., Theater und Oper: Mythos, Brecht und Karajan, Co-Produktion von NDR ..., 67'
- 04.01.1992  Florentiner Gespräche IV ..., Literatur: Adorno, Frisch und Thomas Mann, Co-Produktion von NDR ..., 86'
- 18.01.1992  Florentiner Gespräche V ..., Begegnungen: Scherchen, Bloch und Lili Marleen, Co-Produktion von NDR ..., 99'
- 16.04.1996  Glückwunsch, Sir Peter! – ein Gespräch mit Peter Ustinov zu dessen 75. Geburtstag, ZDF, 30'
- 13.04.2000  Hot Spot Berlin – Was macht Berlin für junge Künstler aus aller Welt so attraktiv? ZDF, 45'
- 05.11.2000  Hot Spot Krakau – Kulturporträt der heimlichen Hauptstadt Polens, ZDF, 45'
- 19.06.2001  Hot Spot Shanghai – Kulturporträt der chinesischen Metropole, ZDF, 45'
- 09.12.2001  Hot Spot Salvador da Bahia – Kulturporträt der alten Hauptstadt Brasiliens, ZDF, 45'
- 21.04.2002  Hot Spot Hanoi – Kulturporträt der Hauptstadt Vietnams, ZDF, 45'
- 06.10.2002  Hot Spot Durban – Kulturporträt der größten Hafenstadt Afrikas, ZDF, 45'
- 30.07.2003  Hot Spot Havanna – Kulturporträt der Hauptstadt Kubas, ZDF, 60'

## Ehrungen
1988 wurde Manfred Eichel vom Hamburger Senat für „hervorragende Arbeit als Kulturjournalist“ mit dem „Alexander-Zinn-Preis“ ausgezeichnet.

## Lehrtätigkeit
Neben seinen journalistischen Arbeiten war Eichel auch für das Goethe-Institut 1988 bis 1992 im Einsatz: als Seminarleiter im philippinischen Manila und im chinesischen Guangzhou, wo er mit Kollegen vor Ort Nullnummern regionaler Fernseh-Kulturmagazine erarbeitete. Als Dozent des Goethe-Instituts berichtete er in Hongkong, Singapur und Kuala Lumpur über Kulturprogramme im Deutschen Fernsehen.
Seit 1988 war er Dozent an der Universität der Künste Berlin im Fachbereich Gesellschafts- und Wirtschaftskommunikation. 1992 wurde er zum Honorarprofessor für Fernseh-Journalistik ernannt. Ab 2001 baute er zusammen mit anderen Kollegen den Aufbaustudiengang „Kulturjournalismus“ auf, dessen Leitungsgremium er in den Jahren 2005 und 2006 angehörte.

## Publikationen
- 2005 Europa für Szenegänger – Begegnungen in Galerien, Kneipen und Clubs. in Tallinn, Riga, Vilnius, Warschau, Budapest, Prag, Bratislava, Ljubljana, Malta und Nikosia. Manfred Eichel hat den Kulturreiseführer für junge Leute herausgegeben. Seine Autoren waren Studierende des Aufbaustudiengangs Kulturjournalismus der UdK Berlin. Das Buch ist im Berliner Parthas-Verlag erschienen, ISBN 3-86601-165-2.
- 2006 Nur wer selbst brennt, kann andere entzünden – Hermann Rauhe, der Musiker, Mittler und Manager im Gespräch mit Manfred Eichel. Murmann-Verlag, Hamburg, ISBN 3-938017-57-0. (Hermann Rauhe war von 1978 bis 2004 Präsident der Hochschule für Musik und Theater in Hamburg)

## Gesellschaft und Politik
- 1988 Delegierter der Bundesrepublik Deutschland auf dem Kulturforum in Budapest
- 2002 Mitgründer des „UdK-Kulturklubs“ in Berlin
- 2003 Mitgründer des „kulturklubs Hamburg“
- 2003 bis 2006 Vorstandsvorsitzender der „Gesellschaft zur Förderung der Kultur im erweiterten Europa“: Organisation des „Kulturjahrs der Zehn“ vor allem in Berlin zur Vorstellung des kulturellen Reichtums, den die Europäische Union erfuhr, als zehn Länder Mitteleuropas im Mai 2004 der EU beigetreten waren.
- 2004 bis 2005 Mitglied der Projektleitung „Regensburg 2010 – Kulturhauptstadt Europas“
- seit 2006 Mitarbeit im „Forum Zukunft Kultur“ innerhalb der „Stiftung Zukunft Berlin“